# Systenoplacis thea
Systenoplacis thea là một loài nhện trong họ Zodariidae.
Loài này thuộc chi Systenoplacis. Systenoplacis thea được Rudy Jocqué miêu tả năm 2009.